# سید موسی حجازی
سید موسی حجازی (۱۲۶۱ – ۱۳۳۲)، که با نام پزشک اعظم مشهور است، پزشک ایرانی و بنیانگذار بیمارستان روانی حجازی در استان خراسان بود.

## نخستین بیمارستان روانی مدرن در مشهد
حجازی، در شرایطی که بیماران روانی از جامعه طرد می‌شدند، تصمیم به ایجاد مرکزی برای نگهداری آن‌ها گرفت و با تلاش او و کمک افراد خیر، سرانجام محلی در میدان «دوچرخه»، مکانی که امروزه سالن ورزشی مهرانِ مشهد قرار دارد، به این کار اختصاص داده‌شد.
حجازی با کمک آستان قدس رضوی زمینی در خیابان سمرقند مشهد (آیت‌الله عبادی فعلی) برای این کار تهیه کرد و سنگ بنای نخستین بیمارستان روانی شهر مشهد را گذاشت بیمارستان حجازی را در سال ۱۳۲۸ تأسیس کرد.
او به تأسیس این بیمارستان اکتفا نکرد و هزینهٔ نگهداری بسیاری از بیماران بی‌سرپرست را شخصاً تقبل می‌کرد. حجازی پیش از تأسیس بیمارستان حجازی، درصدد ساماندهی وضعیت مسلولان شهر مشهد برآمد. به همت او، در ابتدای جاده طرقبه فعلی، برای نگهداری مسلولان، بیمارستانی ساخته شد که امروزه به بیمارستان دکتر علی شریعتی مشهور است. ساخت بنای این بیمارستان در سال ۱۳۲۵ به پایان رسید.

## درگذشت
حجازی سرانجام پس از دو سال بیماری، در سال ۱۳۳۲ در سن ۷۱ سالگی، درگذشت و در بیمارستان مسلولان دکتر حجازی (دکتر شریعتی فعلی) دفن شد. مقبرهٔ وی، در اتاقک کوچکی است که در ورودی بیمارستان قرار دارد.